# The Nun
The Nun (dt.: Die Nonne) ist ein spanischer Horrorfilm aus dem Jahr 2005, für den Luis De La Madrid erstmals Regie führen konnte. Verantwortlich für den Film ist US-Filmproduzent Brian Yuzna, der mit seiner spanischen Produktionsfirma Fantastic Factory den Film in der Gegend um Barcelona inszenierte.

## Handlung
Eine Gruppe junger Mädchen leidet in einem strengen katholischen Internat unter einer tyrannischen Nonne (genaugenommen eine Ordensschwester), die eines Tages spurlos verschwindet. Jahre später wird das Internat geschlossen, und es verfällt, da sich niemand mehr um das Gebäude kümmert. Etwa 17 Jahre später wird eine der inzwischen erwachsenen Frauen brutal ermordet. Eva, die Tochter der Ermordeten, sieht am Tatort einen Geist in Form einer Nonne und glaubt fortan an einen Zusammenhang zwischen dem, was sie am Tatort sah, und der Jugend ihrer Mutter.
Nachdem weitere ehemalige Schülerinnen auf mysteriöse Weise sterben, beschließt Eva, mit ein paar Freunden nach Spanien zu fliegen, um sich das geschlossene Internat anzusehen. Nebenbei will sie sich mit den übrigen Frauen treffen, die seinerzeit das Internat besuchten. Als die Gruppe das Gebäude betritt, wartet der Geist der Nonne ebenfalls auf sie und ermordet nacheinander alle ehemaligen Schüler nach einem bestimmten Ritual. Später erfährt die dezimierte Gruppe um Eva den Grund für den Blutrausch der Nonne: Die strenggläubige Ordensschwester wurde seinerzeit von ihren Schülerinnen ermordet, als diese sie bei einer rituellen Reinigung einer schwangeren Schülerin überraschten. Als gläubige Nonne wollte sie so die noch minderjährige Schülerin – es handelt sich dabei um Evas Mutter – von ihren Sünden reinwaschen, wurde jedoch von der Schar Mädchen überwältigt und ermordet. Der Mord blieb damals ungeahndet, es handelt sich also um einen Rachefeldzug.
Nachdem Ursula, so der Name der Nonne, alle ehemaligen Schülerinnen getötet hat, wird sie von Eva am Ende des Films mit einem Pfeil durch die Brust getötet. Als der Pfeil Ursula trifft, kommt auch Eva ums Leben. Es stellt sich heraus, dass Eva und Ursula quasi eine Person sind, dass also Eva von Ursula gelenkt wurde. So endet der Rachefeldzug mit dem Tod beider Frauen.

## Kritiken
„Hemmungslos plagiierender Horrorfilm um die unsinnige Gestalt einer ‚Killer-Nonne‘.“

„Der schick gefilmte Gruselthriller aus der spanischen Produktionsfirma von ‘Re-Animator’-Produzent Brian Yuzna glänzt mit tollen Spezialeffekt-Auftritten der Geister-Nonne, enttäuscht aber mit einem arg gestelzten Ende.“

## Produktionsnotizen
The Nun ist die siebte Filmproduktion der von Brian Yuzna und Julio Fernández im Jahr 2000 gegründeten Filmproduktionsfirma Fantastic Factory, die hauptsächlich Genrefilme realisiert. Fantastic Factory wurde mit dem Ziel gegründet, Filme auf „gewohntem Niveau, aber für den Bruchteil der bisherigen Kosten“ zu produzieren. Man bietet daher einheimischen Regisseuren und Produzenten die Möglichkeit, ihre Werke zu verwirklichen.
Die Idee zum Film stammt von Regisseur Jaume Balagueró, der zuvor Projekte wie Darkness verfilmte und gemeinsam mit dem noch relativ unbekannten Manu Diez das Drehbuch zu La Monja verfasste. Als Regisseur konnte Luis De La Madrid verpflichtet werden, der mit seinem Erstlingswerk und der internationalen Schauspielerbesetzung ein eher jüngeres Publikum anspricht. In nationalen wie auch internationalen Kritiken sprach man daher von einem „Teenie-Horrorfilm“.